# Вильгельм II де Эно
Вильгельм (Гильом) Смелый (фр. Guillaume le Hardi, нем. Wilhelm , нидерл. Willem de Stoute; 1317 — 26 сентября 1345) — граф Остревана, граф Эно (Геннегау) (Вильгельм/Гильом II), Голландии и Зеландии (Виллем IV) с 1335, второй сын графа Эно, Голландии и Зеландии Вильгельма I Доброго и Жанны де Валуа.

## Биография
В молодые годы Вильгельм совершил паломничество в Святую Землю. Также он участвовал в войнах против мавров в Испании. При жизни отца он носил титул графа Остревана.
Его брак с Жанной Брабантской, дочерью герцога Брабанта Жана III, скрепил мир между Брабантом и Эно.
В 1337 году началась война между Англией и Францией, позже получившая название Столетней. Его отец, Вильгельм Добрый, возглавил коалицию имперских князей, поддержавшую короля Англии, в которую также вошли герцоги Брабанта, Гелдерна, граф Юлиха и архиепископ Кёльна. Однако Вильгельм Добрый вскоре умер, после чего его обширные владения — Эно, Голландию, Фрисландию и Зеландию — унаследовал его сын Вильгельм II. По своим владениям он был вассалом и короля Франции Филиппа VI (своего дяди по матери), и императора Священной Римской империи Людовика IV Баварского, женатого на его сестре Маргарите. Кроме того, другая сестра Вильгельма, Филиппа, была женой короля Англии Эдуарда III.
Вильгельм оказался в сложном положении, поскольку Людовик Баварский поддерживал Англию и требовал, чтобы вассалы последовали его примеру. Первоначально Вильгельм пытался избежать участия в войне, но в итоге присоединился к английской коалиции.
Во время Столетней войны Вильгельм показал себя храбрым воином, за что получил прозвище «Смелый». 24 июня 1340 года он участвовал в морском сражении при Слейсе в заливе между Фландрией и Зеландией, в которой английский флот под командованием Эдуарда III разбил французско-генуэский флот. Кроме того, Вильгельм периодически совершал набеги на приграничные французские города, разоряя их.
Но вскоре король Филипп VI при посредничестве своей сестры Жанны, матери Вильгельма, смог договориться с ним о перемирии. Это время Вильгельм использовал для того, чтобы принять участие в одном из Крестовых походов против пруссов. Кроме того, он принял участие в экспедиции в Святую Землю.
Во время правления Вильгельма епископы Утрехта, которых подчинил своему влиянию отец Вильгельма, постарались освободиться от зависимости. В ответ Вильгельм предпринял поход на епископство, осадив в 1345 году Утрехт, после чего епископ был вынужден запросить мира.
В том же 1345 году восстала Фрисландия. Вильгельм отправился в поход туда, где 26 сентября погиб в битве при Варнсе.
Законных наследников Вильгельм не оставил, поэтому его владения унаследовала сестра Маргарита.

## Брак и дети
Жена: ранее 27 ноября 1334 года Жанна Брабантская (24 июня 1322 — 1 декабря 1406), герцогиня Брабанта и Лимбурга с 1355, дочь герцога Брабанта Жана III и Марии д’Эврё. Дети:
- Вильгельм (ум. в младенчестве)

Вторым браком Жанна Брабантская в марте 1352 года вышла замуж за герцога Люксембурга Венцеля I (25 февраля 1337 — 8 декабря 1383).
Также Вильгельм имел двух незаконнорождённых детей от неизвестных любовниц:
- Адам ван Берварде
- Ян ван Геннегау (ум. после 1388), сеньор ван Влиссинген